# Чемпіонат світу з літнього біатлону 2022
27-й чемпіонат світу з літнього біатлону проходив в німецькому селищі Рупольдінгу на спорткомплексі «Chiemgau Arena» з 25 по 28 серпня 2022 року..
Серед дорослих спортсменів та юніорів розіграно 12 комплектів медалей з таких біатлонних дисциплін: суперспринт, спринт, гонка переслідування, масстарт.

## Учасники
У чемпіонаті брали участь 252 біатлоністи з 30 країн: 60 жінок, 49 юніорок, 77 чоловіків і 66 юніорів.
- Австрія (4)
- Бельгія (4)
- Болгарія (8)
- Боснія і Герцеговина (4)
- Велика Британія (1)
- Греція (3)
- Данія (7)
- Естонія (10)
- Італія (4)
- Іспанія (4)
- Казахстан (15)
- Латвія (7)
- Литва (8)
- Молдова (6)
- Монголія (6)
- Німеччина (21)
- Північна Македонія (2)
- Польща (6)
- Румунія (12)
- Сербія (6)
- Словаччина (14)
- Словенія (9)
- США (8)
- Угорщина (2)
- Україна (18)
- Фінляндія (7)
- Хорватія (4)
- Чехія (22)
- Швейцарія (11)
- Швеція (10)

## Збірна України
Збірна України представлена в такому складі.
Чоловіки:  Дмитро Підручний, Антон Дудченко, Богдан Цимбал, Тарас Лесюк, Артем Прима.
Жінки: Юлія Джіма, Олена Білосюк, Дар'я Блашко, Валентина Семеренко, Анастасія Меркушина, Анна Кривонос.
Юнаки: Віталій Мандзин, Дмитро Грущак, Роман Боровик,  Степан Кінаш, Богдан Борковський.
Дівчата: Юлія Городна, Олександра Меркушина.

## Розклад
Розклад чемпіонату

(час місцевий — UTC+1)
| Дата      | Час   | Гонка                                 |
| --------- | ----- | ------------------------------------- |
| 25 серпня | 10:00 | Суперспринт — кваліфікація, юніори    |
| 25 серпня | 12:40 | Суперспринт — кваліфікація, юніорки   |
| 25 серпня | 15:20 | Суперспринт, юніори                   |
| 25 серпня | 16:00 | Суперспринт, юніорки                  |
| 26 серпня | 10:30 | Суперспринт — кваліфікація, чоловіки  |
| 26 серпня | 12:15 | Суперспринт — кваліфікація, жінки     |
| 26 серпня | 15:10 | Суперспринт, чоловіки                 |
| 26 серпня | 16.25 | Суперспринт, жінки                    |
| 27 серпня | 10:00 | Спринт, юніори, 7,5 км                |
| 27 серпня | 12:15 | Спринт, юніорки, 6 км                 |
| 27 серпня | 14:45 | Спринт, чоловіки, 7,5 км              |
| 27 серпня | 17:00 | Спринт, жінки, 6 км                   |
| 28 серпня | 11:00 | Гонка переслідування, юніори, 10 км   |
| 28 серпня | 13:00 | Масстарт, жінки                       |
| 28 серпня | 15:05 | Масстарт, чоловіки                    |
| 28 серпня | 17:00 | Гонка переслідування, юніорки, 7,5 км |

## Особливості змагань
Міжнародний союз біатлоністів на цьому турнірі вирішив випробувати нову схему кваліфікації у суперспринті. Юніори були розподілені групи (по чотири для хлопців і для дівчат). По шестеро кращих у кожному забігу напряму потрапляли до фіналу, ще шестеро були визначені серед тих, хто показав найкращий час, але фінішував на гірших позиціях.

Вперше на чемпіонаті світу з літнього біатлону буде розіграно першість у масстарті на лижеролерах.

## Результати змагань чемпіонату

### Юніори

#### Дівчата
| Гонка:                                         | Золото:                       | Час               | Срібло:                       | Час             | Бронза:                  | Час             |
| Суперспринт, юніорки Протокол                  | Селіна Марія Кастль Німеччина | 20:30.3 (1+1+0+1) | Лена Репінц Словенія          | +26.9 (1+0+0+1) | Лора Христова Болгарія   | +38.1 (1+2+2+0) |
| Спринт, юніорки 6 км Протокол                  | Селіна Гротіан Німеччина      | 17:02.2 (0+0)     | Селіна Марія Кастль Німеччина | +6.5 (0+0)      | Йоханна Пуфф Німеччина   | +45.6 (0+1)     |
| Гонка переслідування, юніорки, 7,5 км Протокол | Селіна Марія Кастль Німеччина | 21:15.1 (2+0+1+0) | Йоханна Пуфф Німеччина        | +14.4 (0+1+1+0) | Тереза Воборнікова Чехія | +23.6 (1+0+0+1) |

#### Юнаки
| Гонка:                                      | Золото:             | Час               | Срібло:                  | Час             | Бронза:                  | Час             |
| Суперспринт, юніори Протокол                | Максим Фомін Литва  | 18:00.9 (0+0+0+0) | Фабіан Каскель Німеччина | +21.3 (2+1+0+0) | Максим Жермен США        | +23.6 (3+0+1+1) |
| Спринт, юніори, 7,5 км Протокол             | Йонас Маречек Чехія | 18:51.6 (0+0)     | Томаш Мікіска Чехія      | +10.3 (0+0)     | Фабіан Каскель Німеччина | +46.7 (1+0)     |
| Гонка переслідування, юніори 10 км Протокол | Томаш Мікіска Чехія | 26:39.8 (0+0+1+0) | Йонас Маречек Чехія      | +21.8 (0+1+0+0) | Віталій Мандзин Україна  | +53.1 (0+0+1+0) |

### Дорослі

#### Жінки
| Гонка:                      | Золото:              | Час               | Срібло:                  | Час            | Бронза:                                                             | Час             |
| Суперспринт, жінки Протокол | Доротея Вірер Італія | 19:05.7 (0+0+1+1) | Ліза Віттоцці Італія     | +5.5 (0+1+1+1) | Настасія Кінунен Фінляндія                                          | +6.6 (0+0+0+0)  |
| Спринт, жінки 6 км Протокол | Ліза Віттоцці Італія | 16:21.4 (1+0)     | Маркета Давідова Чехія   | +2.4 (0+0)     | Лена Гекі-Гросс, Швейцарія, (0+0) Пауліна Фіалкова, Словенія, (0+0) | +23.9           |
| Масстарт, жінки Протокол    | Доротея Вірер Італія | 28:21.1 (1+0+0+0) | Деніз Геррманн Німеччина | +9.4 (0+0+0+1) | Маркета Давідова Чехія                                              | +30.9 (1+0+0+1) |

#### Чоловіки
| Гонка:                           | Золото:                      | Час               | Срібло:                      | Час            | Бронза:                  | Час             |
| Суперспринт, чоловіки Протокол   | Філіпп Горн Німеччина        | 16:55.4 (0+1+1+0) | Себастьян Самуельссон Швеція | +0.2 (2+0+1+0) | Пеппе Фемлінг Швеція     | +0.7 (0+2+1+0)  |
| Спринт, чоловіки 7,5 км Протокол | Себастьян Самуельссон Швеція | 18:28.1 (0+1)     | Пеппе Фемлінг Швеція         | +8.3 (1+0)     | Ніклас Хартвег Швейцарія | +27.2 (0+1)     |
| Масстарт, чоловіки Протокол      | Себастьян Самуельссон Швеція | 32:34.7 (0+2+0+0) | Роман Рес Німеччина          | +2.9 (0+0+0+1) | Мартін Понсілуома Швеція | +13.2 (1+2+0+1) |

## Медальний залік
| Місце | Країна     |   |   |   | Всього |
| ----- | ---------- | - | - | - | ------ |
| 1     | Німеччина  | 4 | 5 | 2 | 11     |
| 2     | Італія     | 3 | 1 | 0 | 4      |
| 3     | Чехія      | 2 | 3 | 2 | 7      |
| 4     | Швеція     | 2 | 2 | 2 | 6      |
| 5     | Литва      | 1 | 0 | 0 | 1      |
| 6     | Словенія   | 0 | 1 | 0 | 1      |
| 7     | Швейцарія  | 0 | 0 | 2 | 2      |
| 8     | Болгарія   | 0 | 0 | 1 | 1      |
| 8     | Словаччина | 0 | 0 | 1 | 1      |
| 8     | США        | 0 | 0 | 1 | 1      |
| 8     | Україна    | 0 | 0 | 1 | 1      |
| 8     | Фінляндія  | 0 | 0 | 1 | 1      |

| Місце | Країна    |   |   |   | Всього |
| ----- | --------- | - | - | - | ------ |
| 1     | Італія    | 3 | 1 | 0 | 4      |
| 2     | Швеція    | 2 | 2 | 2 | 6      |
| 3     | Німеччина | 1 | 2 | 0 | 3      |
| 4     | Чехія     | 0 | 1 | 1 | 2      |
| 5     | Швейцарія | 0 | 0 | 2 | 2      |
| 6     | Словенія  | 0 | 0 | 1 | 1      |
| 6     | Фінляндія | 0 | 0 | 1 | 1      |

| Місце | Країна    |   |   |   | Всього |
| ----- | --------- | - | - | - | ------ |
| 1     | Німеччина | 3 | 3 | 2 | 8      |
| 2     | Чехія     | 2 | 2 | 1 | 5      |
| 3     | Словенія  | 0 | 1 | 0 | 1      |
| 4     | Болгарія  | 0 | 0 | 1 | 1      |
| 4     | США       | 0 | 0 | 1 | 1      |
| 4     | Україна   | 0 | 0 | 1 | 1      |